# アレクサンダー・ロバートソン (2003年生のサッカー選手)
アレクサンダー・ショーン・パブロ・ロバートソン（英語: Alexander Sean Pablo Robertson、2003年4月17日 - ）は、スコットランド・ダンディー出身のサッカー選手。ポジションはMF。

## クラブ歴
父のマークがダンディーFCに在籍していた関係でダンディーで出生した。4歳の時にオーストラリアに渡り、マルブラに12歳まで在住した。この頃はハコアー・シドニー・シティ・イーストFCの下部組織でサッカーをしていたが、マンチェスター・ユナイテッドFCにスカウトされて移籍した。マンチェスター・ユナイテッドには2年間在籍した。
U-15の年代でライバルのマンチェスター・シティ EDSに移籍。2020年にはネクスト・ジェネレーション2020に選出されるなど順調に成長していった。同年のEFLトロフィーにも出場している。負傷離脱する事も多い中でトップチームの練習に参加、その際にはフェルナンジーニョにメンターになってもらっていた。
2021年7月5日にロス・カウンティFCのマーキー・マッケイ監督が彼を4年間追い続けていた縁で、ロス・カウンティに1シーズンの期限付き移籍。同月21日にスコティッシュリーグカップでジェイク・ヴォキンスに代わって途中出場し選手初出場を記録した。

## 代表歴
U-15代表としてはオーストラリアを選択し、年代別代表初出場。その後はイングランドの年代別代表として出場している。
2023年3月24日、エクアドル代表との親善試合で、オーストラリア代表としてA代表初出場。

## 個人
祖父も彼と同名のアレックス・ロバートソンで、元オーストラリア代表のサッカー選手。父のマーク・ロバートソンも元オーストラリア代表のサッカー選手。
スコットランドでオーストラリア出身の父とペルー出身の母の間に生まれ、十代の頃はイングランドで育ったため、この4国の国籍を有している。